# Rondibilis parvula
Rondibilis parvula là một loài bọ cánh cứng trong họ Cerambycidae.